# Dyseuaresta mexicana
Dyseuaresta mexicana är en tvåvingeart som först beskrevs av Christian Rudolph Wilhelm Wiedemann 1830.  Dyseuaresta mexicana ingår i släktet Dyseuaresta och familjen borrflugor. Inga underarter finns listade i Catalogue of Life.